# Heliconius telchinia
Heliconius telchinia är en fjärilsart som beskrevs av Doubleday 1847. Heliconius telchinia ingår i släktet Heliconius och familjen praktfjärilar. Inga underarter finns listade i Catalogue of Life.